# Haibar-hágó
A Haibar-hágó, (vagy angolosan Khyber-hágó, pastu: خیبر درہ, perzsa: تنگه خیبر, urdu: درۂ خیبر) egy 1070 méter magasságon fekvő hágó Pakisztán és Afganisztán határán, legmagasabb pontja a határtól 5 km-re van Pakisztán területén.
Évezredek óta stratégiai jelentőségű hely és fontos kereskedelmi útvonal Közép-Ázsia és Dél-Ázsia között. Landi Kotalnál átvág a Szefid Kuh hegységen, mely egészen a Hindukus déli részéig nyúlik.

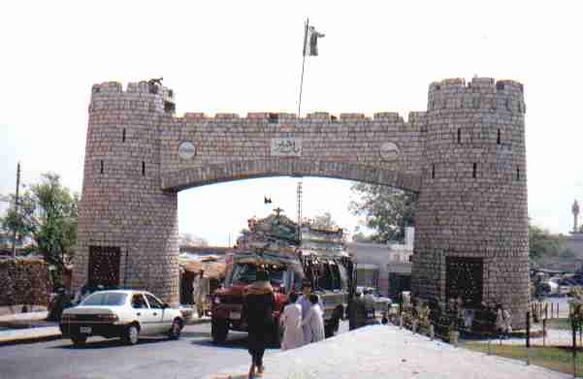
Bab-e-Khyber, a Haibar-hágó kapuja, a hágó pakisztáni bejáratában, Pesavarnál

## Történelem
Az árják népvándorlási hipotéziseik egyes változatai szerint az indoárják a Haibar-hágón át jutottak Indiába. Az első írásos emlékek a hágón keresztül folyó inváziókról I. Dareiosz és III. Alexandrosz hódításaival jelennek meg. Később a muzulmánok jöttek innen át Dél-Ázsiába. A muzulmán invázió a Mogul Birodalom 1526-bani létrejöttével érte el tetőpontját. A britek Afganisztánt támadták meg Indiából, és három háborút vívtak ellenük 1839-42, 1878-80, és 1919-ben. George Molesworth, az 1919. évi harci csapat tagja mondta: „A Khyber minden egyes köve vérben lett úsztatva”. Rudyard Kipling a hágót „a hegyeken keresztüli kardvágásnak” nevezte.
A Haibar-hágótól északra a mullagori törzs él. Délre van Afridi Tirah, mig maga a hágó lakosai az Afridi törzshöz tartoznak. Az évszázadok során a pastu törzsek, és leginkább az afridik és az afgán shinwarik, a hágót saját tulajdonuknak tartották és vámot szedtek az utazóktól. Mivel ez volt hosszú ideig a fő bejövetelük, a shinwarik hevesen ellenálltak minden kísérletnek, hogy másnak a hatósága alá kerüljenek.
Stratégiai okokért a britek vasutat építettek a hágón keresztül az első világháború után. A Haibar-hágói vasútvonal a Pesavar közeli Jamrudból Landi Kotal-nál az afgán határig ment. 1925-ben nyitották meg.
A második világháború alatt tankellenes akadályokat fektettek a völgyben, mivel a britek tartottak a németek India elleni támadásától.
A hágó népszerű lett több ezer nyugat-európai és japán vándor számára akik a Hippi-úton mentek Indiába és Nepálba. Kabulban autóbuszt vagy kocsit béreltek. A pakisztáni határőrségnél az utasoknak tanácsolták, hogy ne menjenek messzire az úttól, mivel az államnak alig volt uralma a terület fölött. A vámvizsgálatok után nappal gyorsan áthajtottak a hágón. Az út mentén a britek által emelt emlékműveket lehetett látni, valamint katonai erődítményeket is.
Jelenleg az afganisztáni háború alatt a hágó fontos utánpótlási út a NATO csapatok számára. A tálibok ezért többször próbálták lezárni az utat, ami összetűzésbe hozta őket a pakisztáni kormánnyal.

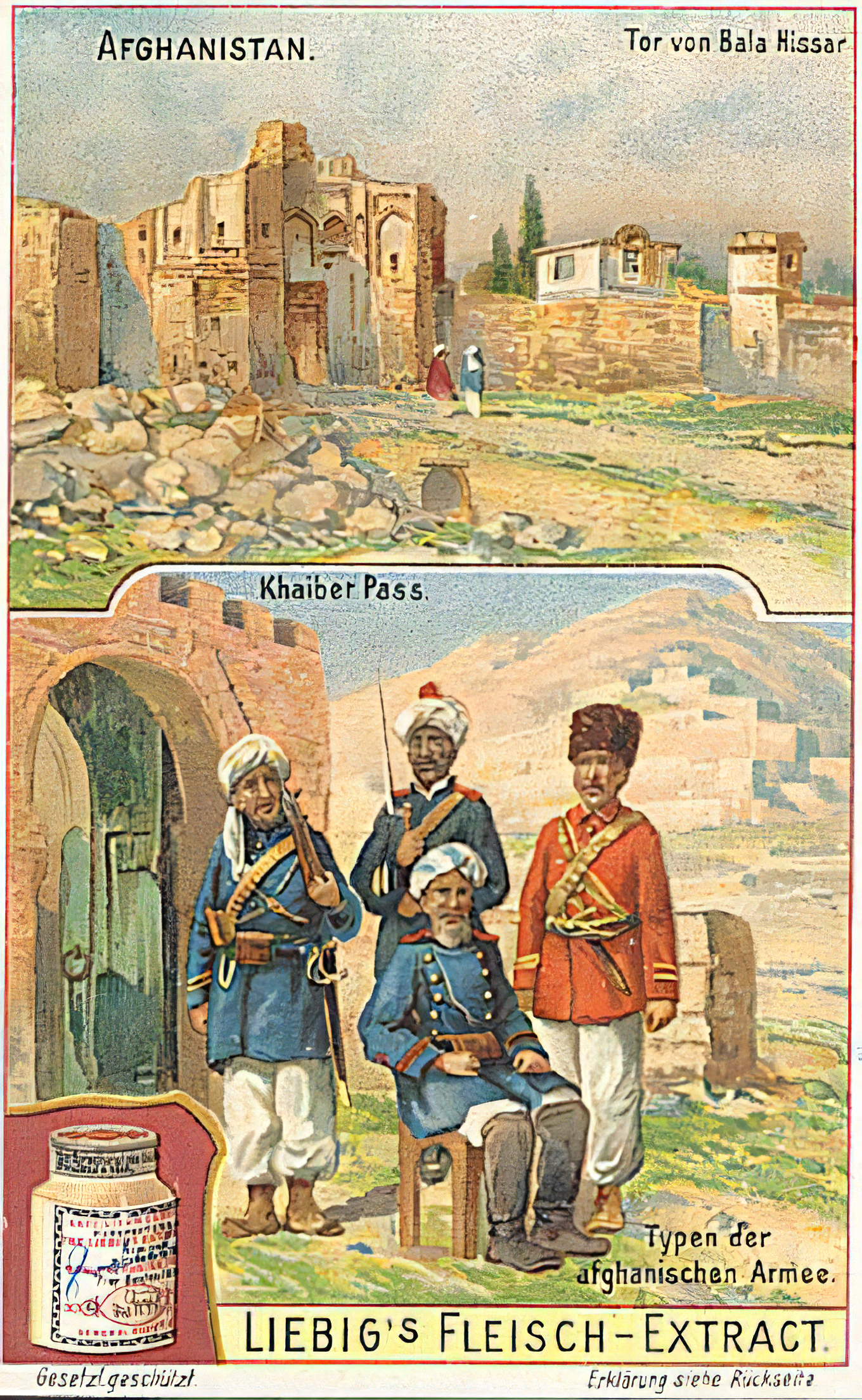
Képeslap 1910-ből

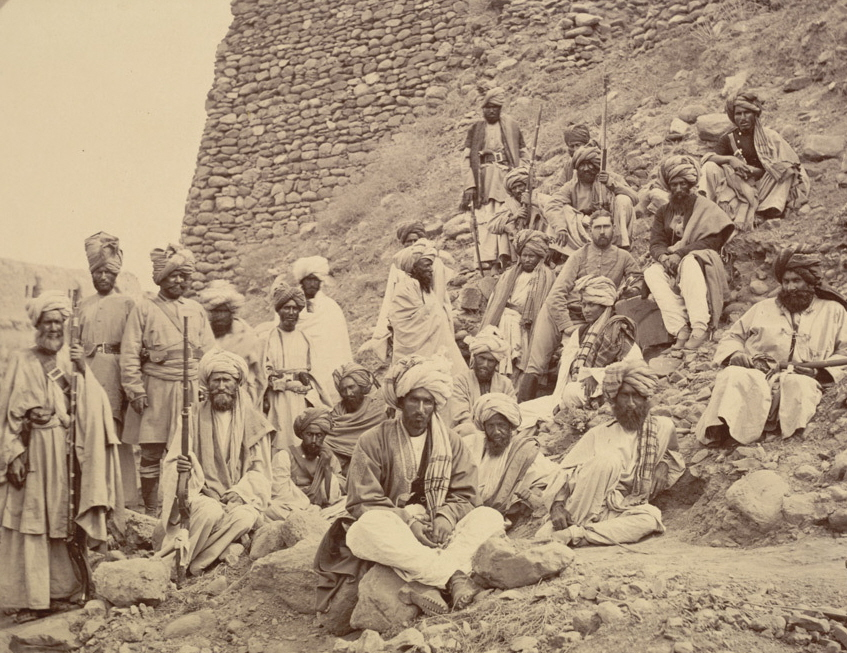
Afgán törzsi vezetők és egy brit birodalmi tiszt a hágón (1878)

## Hódítók és hadvezérek
Azok a vezérek akik a Haibar-hágón át mentek mind kelet felé mentek India meghódítására. Ennek kivétele csak Csandragupta Maurja, Randzsit Szing és George Pollock, akik az ellenkező irányban, Perzsia felé vonultak katonaságukkal.
- II. Kürosz
- III. Alexandrosz
- Csandragupta Maurja
- I. Démétriosz
- Mahmúd al-Gaznavi
- Mahmúd Ghúri
- Dzsingisz kán
- Kutlug Hádzsa
- Timur Lenk
- Bábur
- Randzsit Szing
- Humájun
- Sah Dzsahán
- Nádir sah
- Ahmad sah
- George Pollock
- Sir Donald Stewart

## Ajánlott irodalom
- G.N. Molesworth altábornagy: Afghanistan 1919, Asia Publishing House, 1962. (A szerző leírja a katonai csapatának áthaladását a hágón.)
- Victor Bayley CIE CBE: Permanent Way through the Khyber, Jarrolds, 1934. (A szerző leírja a vasút építését.)
- Dorothy Gilman Butters: Sorrow Rides a Fast Horse, Ladies Home Journal, 1962. szeptember. (Egy asszony és családjának kalandjai a hágóban.)